# ادوارد هالیدی
ادوارد هالیدی (انگلیسی: Edward Halliday؛ ۷ اکتبر ۱۹۰۲ – ۲ فوریه ۱۹۸۴) نقاش اهل بریتانیا بود.